# Gabriela González

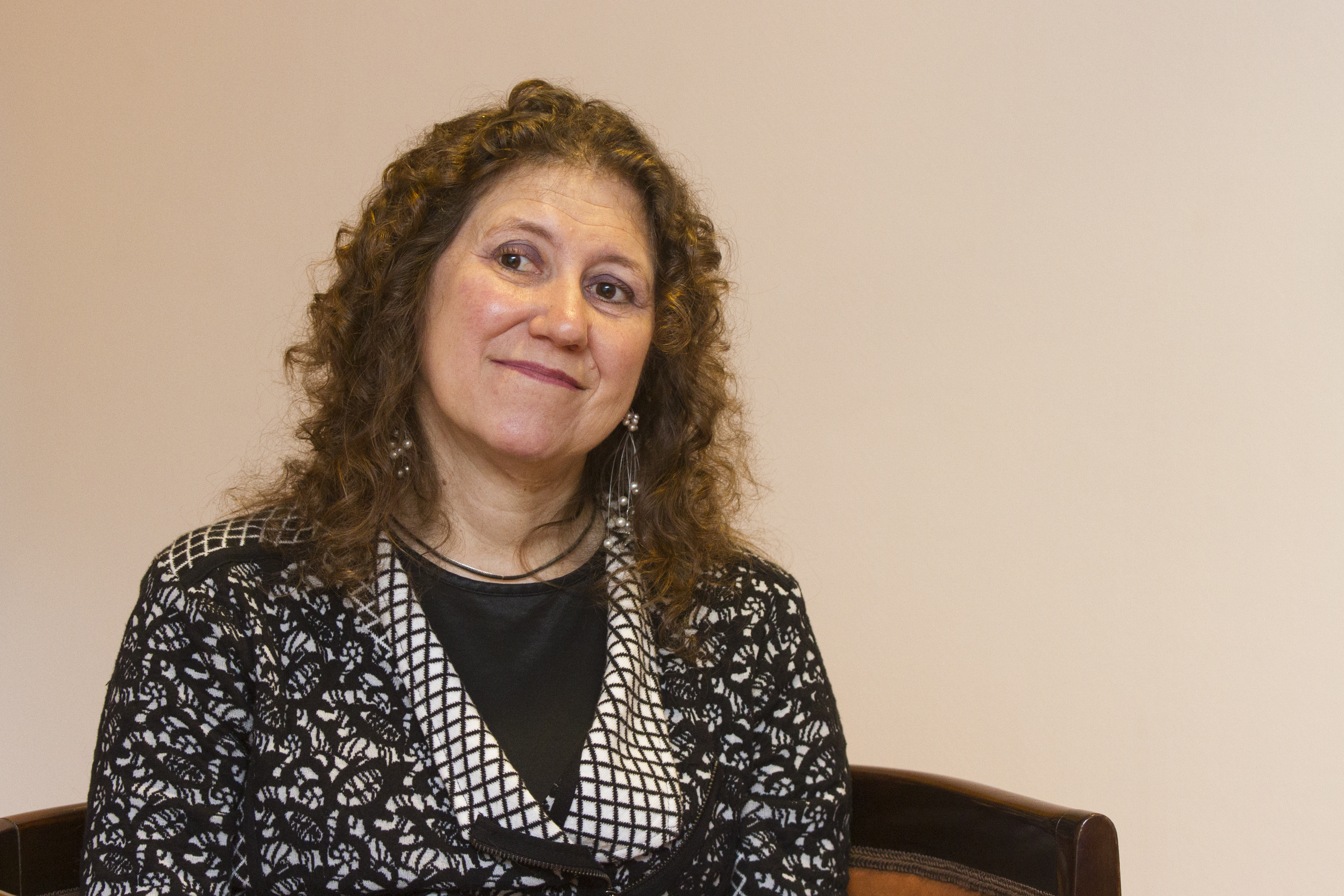
Gabriela González.

I. Gabriela González (* 24. Februar 1965 in Córdoba) ist eine argentinisch-US-amerikanische Physikerin, die sich mit Gravitationswellen-Detektoren befasst und 2011 bis März 2017 Sprecherin von LIGO war. Sie ist Professorin an der Louisiana State University.
Gonzalez studierte Physik an der Universität Cordoba in Argentinien mit dem Abschluss (Lizenziat) 1988 und wurde 1995 bei Peter Saulson an der Syracuse University promoviert. Die Dissertation hatte die Anwendung des Fluktuations-Dissipations-Theorems und Messungen Brownscher Bewegung (Rauschen) bei einem Torsionspendel zum Thema. Das führte auch zu entsprechenden Arbeiten über Rauschen bei den Laserinterferometern für Gravitationswellendetektion. Ab 1995 war sie beim LIGO-Projekt am Massachusetts Institute of Technology (Center for Space Research), ab 1997 als festes Mitglied von LIGO. 1998 wurde sie Assistant Professor an der Pennsylvania State University und  2001 an der Louisiana State University, an der sie 2004 Associate Professor und 2008 Professor wurde.
Sie gehörte zu den vier LIGO-Vertretern, die 2016 bei der offiziellen Pressekonferenz zur Bekanntgabe des direkten Nachweises von Gravitationswellen anwesend waren (neben Kip Thorne, David Reitze, Rainer Weiss).
2007 wurde sie Fellow der American Physical Society. 2016 erhielt sie den Jesse W. Beams Award und 2007 den Edward A. Bouchet Award (von der APS für Minoritäten vergeben). 2017 wurde sie in die American Academy of Arts and Sciences und die National Academy of Sciences gewählt und erhielt mit dem LIGO-Team den Bruno-Rossi-Preis. 2019 erhielt sie die Petrie Prize Lecture der kanadischen astronomischen Vereinigung (CASCA).
Sie hat die US-Staatsbürgerschaft. Gonzalez ist mit dem Gravitationsphysiker Jorge Pullin verheiratet, der auch an der LSU lehrt.